# Lodewijk Gaston van Saksen-Coburg en Gotha

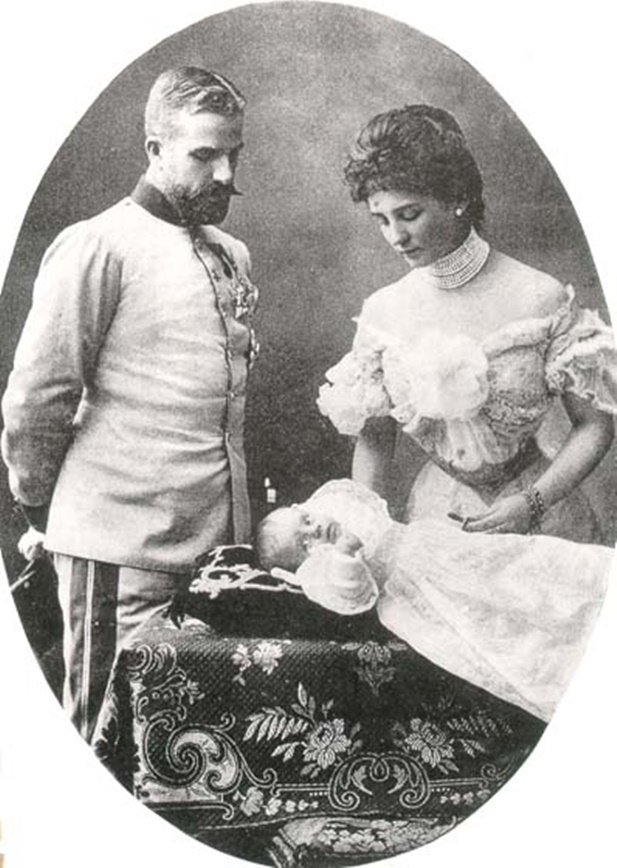
Lodewijk met zijn vrouw Mathilde en hun zoontje Anton (1901/02)

Lodewijk Gaston Clemens Maria van Saksen-Coburg-Gotha (Ebenthal, 15 september 1870 - Innsbruck, 23 januari 1942) was een Duitse prins uit het huis Saksen-Coburg en Gotha. 
Hij was de jongste zoon van Lodewijk August van Saksen-Coburg en Gotha en diens vrouw Leopoldina van Bragança. August Leopold was een neef van koning Ferdinand van Bulgarije en een kleinzoon van de Braziliaanse keizer Peter II. Hij bracht zijn jeugd door in Brazilië, waar zijn vader admiraal was bij de marine.
Op 1 mei 1900 trouwde hij, in München, met Mathilde van Beieren, een dochter van koning Lodewijk III van Beieren en diens vrouw Maria Theresia Henriëtte van Oostenrijk-Este. 
Het paar kreeg twee kinderen:
- Anton (Antonius) (1901-1970)
- Maria Immaculata (1903-1940)

Zijn vrouw overleed jong (in 1906, aan een longaandoening), terwijl ze aan het kuren was in Davos. 
Lodewijk hertrouwde op 30 november 1907 met Anna van Trauttmansdorff-Weinsberg. Zij kregen samen nog een dochter:
- Josephine Maria (1911-1997)